# Compaq Grand Slam Cup 1998
Der Compaq Grand Slam Cup 1998 war der Name eines Tennisturniers für Damen sowie eines Tennisturniers für Herren,  und fand zeitgleich vom 29. September bis zum 4. Oktober 1998 in München statt.